# Малката Дорит
„Малката Дорит“ (на английски: Little Dorrit) е роман на Чарлз Дикенс, първоначално публикуван като подлистник във вестника „Household Words“ периода 1855 – 1857 г., а след това като отделна книга 1857 г. Главен персонаж в историята е Еми Дорит (Малката Дорит), която е дъщеря на осъден за неплатени дългове в Марсилия. Бащата на Дикенс също бил затворник на същото място и по същите причини. Творбата е критика към правната система на Англия през 19-те век.

## Сюжет
Преди 30 г. Затвор в Марсилия, Южна Франция. В една килия бохемът и дребен благородник Риго разказва на своя съкилийник контрабандист Джон Баптист Кавалето как е убил своята съпруга – мадам Бароно. Бизнесменът Артър Кленъм е задържан заедно с други пътници под карантина. Сприятелява се с търговците мистър и мисиз Мийгълз, тяхната дъщеря Рожбата, приклужницата им и сираче на име Хариет Бийдъл, наричана с прозвището „Тетикоръм“

## Персонажи
- Еми Дорит – към нея се отнася прозвището „Малката Дорит“. Дъщеря на Уилям Дорит. Родена и отгледана през по-голяма част от живота си в затвор в Марсилия, където баща ѝ лежи за неплатени дългове.[2] Майка ѝ умира когато е на 8 години.
- Артър Кленъм – търговец, който се влюбва в Еми Дорит и помага на нейното семейство.
- Флора Финчинг – дъщеря на жестокия Кристофър Касби. Вдовица, която някога е била годеница на Артър, и все още тая чувства към него.[3]
- Мосю Риго – дребен благородник и космополит, роден м Белгия. Баща му е швейцарец от кантона Во. Майката е французойка по кръв и англичанка по рождение. Едър, висок с гъсти мустаци и буйна щръкнала коса. 35-годишен. В Марсилия отсяда в хотела „Златния кръст“, държан от мосю Анри Бароно. След смъртта на Бороно се жени за неговата вдовица. Заради приперни с роднини относно състоянието на покойника една вечер Риго убива своята съпруга. Горда и властна натура.
- Джон Баптис Кавалето – италианец контрабандист, пипнат от полицията понеже оставил лодката си на други „нещастници с нередовни книжа“. Съкилийник на мосю Риго. Дребен на ръст, но набит, има обеци на ушите, загоряло лице, бели зъби и черна като смола коса. Носи моряшки широки панталони, дълго червено кепе и широк червен пояс, на него натъкмен нож.
- Мистър Мийгълз – затворен в затвора под карантина в подозрение, че разнася чума. С него е и цялото му семейство.
- Миз Мийгълз – съпруга на мистър Мийгълз. Хубавичка и здрава с приятно английско лице.
- Мини – дете на семейство Мийгълз. Красива 20-годишна девойка с къдрава кестенява коса. Наричана е още Рожбата.
- Хариет Бийдъл – момиче сираче с прозвище Тетикоръм (става въпрос за пригаджане към френския език – Хариет става Хети, а Хети Тети).

## Критика
Оценките към романа са смесени, като някои критици смятат, че Дикенс трябва да се предържа към комедията, а не към политическата сатира. Бърнърд Шоу нарича книгата „по-бунтовна от Капиталът на Маркс“.

## Екранизация
- „Малката Дорит“ – 4-сериен филм от 1987 г.[4]
- „Малката Дорит“ – 14-сериен филм от 2008 г.

## Издания на бълг.ез.
- Дикенз, Чарлз. „Малката Дорит“.   София, „Народна младеж“ Издателство на ЦК на ДКМС, 1970. с. 760.
- Дикенз, Чарлз. Избрани творби в пет тома, Том 3 - Малката Дорит.   София, „Народна култура“, 1982. с. 950.